# Вёнзовна (гмина)
Вёнзовна (пол. Wiązowna) — сельская гмина (уезд) в Польше, входит как административная единица в Отвоцкий повет, Мазовецкое воеводство. Население — 9650 человек (на 2004 год).

## Демография
| Перепись                       | Всего   | Всего | Женщины | Женщины | Мужчины | Мужчины |
| ------------------------------ | ------- | ----- | ------- | ------- | ------- | ------- |
| Единицы                        | человек | %     | человек | %       | человек | %       |
| Население                      | 9650    | 100   | 4947    | 51,3    | 4703    | 48,7    |
| Плотность населения (чел./км²) | 94,5    | 94,5  | 48,4    | 48,4    | 46,1    | 46,1    |

## Поселения
1. Грудек
2. Янувек
3. Мондралин
4. Рудка
5. Загуже

## Соседние гмины
1. Гмина Целестынув
2. Гмина Дембе-Вельке
3. Гмина Халинув
4. Юзефув
5. Гмина Колбель
6. Гмина Миньск-Мазовецки
7. Отвоцк
8. Сулеювек
9. Варшава
10. Гмина Карчев